# 황병승
황병승(1970년 4월 4일 ~ 2019년 7월 24일)은 대한민국의 시인이다.

## 학력
서울예술대학 문예창작과와 추계예술대학교 문예창작과를 졸업했고, 명지대학교 대학원 문예창작과 석사과정을 수료했다.

## 경력
2003년 《파라21》 신인문학상 시 부문에 〈주치의h〉 외 5편이 당선되어 등단했다.

## 수상
2010년 제11회 「박인환문학상」, 2013년 제13회「미당문학상」을 수상했다.

## 사망
2019년 7월 24일에 고양시 덕양구 연립주택에서 시신으로 발견되었다.

## 저서

### 시집
- 《여장남자 시코쿠》(랜덤하우스코리아, 2005; 개정판 문학과지성사, 2012)
- 《트랙과 들판의 별》(문학과지성사, 2007)
- 《육체쇼와 전집》(문학과지성사, 2013)